# Cláudio Carneyro
Cláudio Carneyro est un compositeur portugais né à Porto le 27 janvier 1895. Élève de Paul Dukas, il écrira des œuvres majeures du répertoire vocal portugais du XXe siècle. Il est mort le 18 octobre 1963. Fut aussi directeur du Conservatoire de Musique de Porto. Il était le fils du peintre portugais António Carneiro et le frère du peintre portugais Carlos Carneiro.

## Discographie
- Cançōes (Movieplay Classics) : Jorge Chaminé, baryton - Marie-Françoise Bucquet, piano